# Сретен Лукић
Сретен Лукић (Вишеград, 28. март 1955) је пензионисани генерал српске полиције.
Лукић је био начелник Штаба МУП Србије на Косову и Метохији током сукоба 1998/99. Хашки трибунал га је 2009. осудио за ратне злочине.

## Биографија
Лукић је завршио Средњу школу унутрашњих послова 1974. По завршетку школовања, запослио се у СУП-у у Титовом Ужицу, где је обављао послове инспектора, начелника одељења и помоћника начелника за послове полиције.
У периоду од 1987. до 1991. године, био је начелник Управе за послове милиције, јавни ред и мир, и безбедност у саобраћају у тадашњем Републичком секретаријату унутрашњих послова СР Србије. Почетком 1992. године, Лукић је именован за заменика начелника за послове милиције у Градском СУП-у Београда.
Дана 1. јуна 1998. године, Лукић је именован за начелника Штаба МУП-а Србије на Косову и Метохији. Тада је унапређен у чин генерал-мајора. Маја 1999. године, унапређен је у чин генерал-потпуковника. Следеће дужности које је обављао биле су - помоћник начелника Ресора јавне безбедности МУП-а Србије и начелник Управе за пограничне послове.
Након промене власти у Србији, октобра 2000. године, Лукић је постављен за помоћника министра унутрашњих послова Србије, а касније и за начелника Ресора јавне безбедности. У том периоду је и Указом председника Србије Милана Милутиновића унапређен у чин генерал-пуковника. Био је члан Либерала Србије.
Октобра 2003. године, Хашки трибунал подигао је против њега оптужницу која га је теретила за ратне злочине почињене на Косову и Метохији током 1999. године. Од априла 2005. године налазио се у Хашком трибуналу. Дана 26. фебруара 2009. године, Хашки трибунал осудио је Лукића на 22 године затвора, која је 23. јануара 2014. године смањена на 20 година затвора.
Казну затвора издржавао је у Пољској, где је после издржане две трећине казне требало да буде пуштен у мају 2019. године. Изашао је на слободу 10. октобра 2021. године.
Председник Државне заједнице Србије и Црне Горе, Светозар Маровић, донео је Указ 14. јуна 2003. године, којим је одликовао генерал-пуковника Сретена Лукића, начелника ресора јавне безбедности МУП-а Републике Србије Великим одликовањем - Медаљом Обилића. Генерал Лукић је први носилац овог одликовања. Поред тога Лукић је носилац и Ордена Југословенске заставе првог степена.